# Sargentes de la Lora
Sargentes de la Lora és un municipi de la província de Burgos a la comunitat autònoma de Castella i Lleó. Forma part de la comarca de Páramos. Limita al nord amb Valderredible. Inclou les localitats d'Ayoluengo, Lorilla, Moradillo del Castillo, San Andrés de Montearados, Santa Coloma del Rudrón i Valdeajos.
S'hi troba el jaciment petrolífer d'Ayoluengo.

## Demografia
| 1842 |  | 1857 |  | 1860 |  | 1877 |  | 1887 |  | 1897 |  | 1900 |  | 1910 |  | 1920 |  | 1930 |  | 1940 |  | 1950 |  | 1960 |  | 1970 |  | 1981 |  | 1991 |  | 2001 |
| ---- |  | ---- |  | ---- |  | ---- |  | ---- |  | ---- |  | ---- |  | ---- |  | ---- |  | ---- |  | ---- |  | ---- |  | ---- |  | ---- |  | ---- |  | ---- |  | ---- |
| 68   |  | 1063 |  | 1155 |  | 705  |  | 818  |  | 882  |  | 959  |  | 1033 |  | 1051 |  | 1064 |  | 1034 |  | 995  |  | 807  |  | 457  |  | 216  |  | 4176 |  | 167  |